# Parademarsch der 18er Husaren
Der Parademarsch der 18er Husaren (HM III A, 58), auch  Großenhainer, ist ein sächsischer Kavalleriemarsch.

## Komponist und Entstehung
Sein Komponist, Stabstrompeter Alwin Müller (1839–1916), gehörte dem 1. Sächsischen Husarenregiment Nr. 18 in Großenhain an.
Anlässlich seines 25. Dienstjubiläums am 1. Juni 1890 erhielt er vom sächsischen König Albert „in Anerkennung seiner Verdienste um die wahre Pflege der sächsischen Feldtrompeten- und Kavallerie-Messingmusik“ den Titel „Königlicher Musikdirigent“ verliehen.
Die Deutsche Militär-Musiker-Zeitung beschreibt ohne Quelle Müllers Eigenaussagen zur Entstehung des Marsches in Verbindung mit dem Deutsch-Französischen Krieg: „Am 29.08.1870 war mein Regiment einer sächsischen Infanterie-Brigade zugeteilt. Mein Kommandeur erhielt den Auftrag festzustellen, welche Truppen in Nouart lägen… Wir stellten fest, dass Nouart in deutschem Besitz war, trafen aber im Verlauf unseres Aufklärungsrittes auf eine französische Kavalleriepatrouille, von der bei der gegenseitigen Schießerei der Trompeter vom Pferd geschossen wurde. Beim Durchsuchen des französischen Trompeters … fanden wir ein französisches Signalbuch… Beim Blättern in dem französischen Signalbuch fielen mir einige Signale auf, die ich immer vor mir hinpfiff, und dabei kam ich auf den Gedanken, unter Benutzung dieser Signale einen Parademarsch zu schreiben… Da mein Regiment dienstlich keine Pauken führte… habe ich die Fanfarentrompeten und Paukenstimmen erst später und auf Wunsch dazu geschrieben.“

## Verbreitung nach Chile
Der Marsch hat sich unter anderem Titel auch im Ausland verbreitet. Im Zuge der unter dem Stichwort Prussifizierung bekannt gewordenen Heeresreform der chilenischen Streitkräfte wurde der Marsch 1899 unter dem spanischen Titel Húsares de la Reina („Husaren der Königin“) zum Regimentsmarsch der in Angol garnisonierten chilenischen Totenkopfhusaren bestimmt, eines Traditionsregiments der chilenischen Armee, das bis heute als 3. Kavallerieregiment des chilenischen Heeres besteht und den Marsch auf Paraden verwendet.

## Trivia
Der Parademarsch der 18. Husaren gab die Melodie zu den berühmt-berüchtigten Versen zum „Sanitätsgefreiten Neumann“, jedes Erfinders von hohem Ruhme, der so manches erfunden hat, was zwar gern besungen wird, aber nicht druckreif ist, um allzu züchtige Gemüter nicht zu empören. Diese in den Bereich der Unsinnspoesie gehörenden Verse sind heute kaum noch bekannt.